# Illa de Gigha
L'illa de Gigha (Giogha (pronuncieu [kʲi.ə]) en gaèlic) és una illa de les Hèbrides Interiors, situada al nord-oest d'Escòcia. Es troba enfront de la costa oest de Kintyre. El nom de l'illa procedeix de Gudey (en nòrdic antic 'illa bona' o 'illa de Déu'). Gigha fa 9,5 km de llarg, amb una amplada màxima de 2,5 km, i ocupa una superfície d'1,8 km².

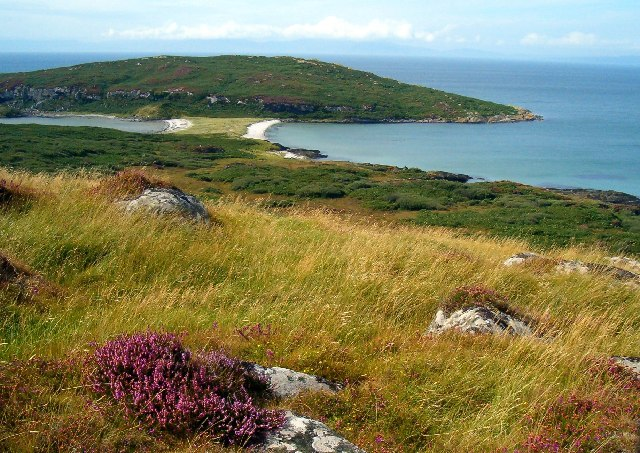
Les platges bessones a Eilean Garbh, Gigha

L'illa va arribar al seu màxim de població al segle xviii, situant-se per sobre dels 700 habitants; tanmateix, el seu nombre va disminuir dràsticament durant els anys 60 del segle xx arribant a les xifres actuals.

## Gaèlic
Històricament Gigha ha estat un lloc on el gaèlic sempre ha tingut una forta presència. Tant en el cens del 1901 com en el del 1921, el 75% de la població afirmava parlar aquesta llengua. Tanmateix, el 1971 aquest percentatge ja havia caigut fins al 25-49,9%. En el cens del 2001, el percentatge de parlants gaèlics era del 14%.